# Habrochloa
Habrochloa C.E.Hubb. é um género botânico pertencente à família Poaceae.